# آلنتاون، نیوجرسی
آلنتاون (به انگلیسی: Allentown) شهری در ایالت نیوجرسی کشور ایالات متحده آمریکا است که جمعیت آن در سرشماری سال ۲۰۱۰ میلادی، ۱٬۸۲۸ نفر بوده‌است.